# Цезар Бауер
Цезар Бауер (нім. Cäsar Bauer; 2 травня 1886, Бад-Арользен — 7 грудня 1916, Чорне море) — німецький офіцер-підводник, капітан-лейтенант кайзерліхмаріне.

## Біографія
1 квітня 1904 року вступив на флот. Учасник Першої світової війни. З 2 травня по 26 червня 1915 року — командир підводного човна SM UC-12, з 5 червня 1915 по 6 січня 1916 року — SM UC-14, з 12 червня 1916 року — SM UB-46. 7 грудня 1916 року човен підірвався на російській міні північно-західніше Босфору і затонув. Всі 20 членів екіпажу загинули.
Всього за час бойових дій потопив 10 кораблів загальною водотоннажністю 14 415 тонн.
| Дата             | Назва корабля    | Тип                   | Тоннаж | Вантаж | Загиблі | Країна              |
| ---------------- | ---------------- | --------------------- | ------ | ------ | ------- | ------------------- |
| 4 грудня 1915    | Intrepido        | Есмінський            | 680    |        | 4       | Королівство Італія  |
| 4 грудня 1915    | Re Umberto       | Пасажирський пароплав | 2,952  |        | 53      | Королівство Італія  |
| 8 січня 1916     | Citta Di Palermo | Десантний корабель    | 3,415  |        | 84      | Королівство Італія  |
| 8 січня 1916     | Freuchny         | Дрифтер ВМС           | 84     |        | 8       | Британська імперія  |
| 8 січня 1916     | Morning Star     | Дрифтер ВМС           | 97     |        | 9       | Британська імперія  |
| 20 лютого 1916   | Gavenwood        | Дрифтер ВМС           | 88     |        | 11      | Британська імперія  |
| 2 серпня 1916    | Kohina Maru      | Пароплав              | 3,164  |        | 0       | Японська імперія    |
| 9 серпня 1916    | BASILEIOS        | Вітрильник            | 488    |        |         | Грецьке королівство |
| 2 жовтня 1916    | Huntsfall        | Пароплав              | 4,331  | Сіно   | 0       | Британська імперія  |
| 7 листопада 1916 | Melanie          | Вітрильник            | 116    |        |         | Російська імперія   |

## Звання
- Фенріх-цур-зее (7 квітня 1906)
- Лейтенант-цур-зее (27 січня 1909)
- Оберлейтенант-цур-зее (27 січня 1912)
- Капітан-лейтенант (13 липня 1916)

## Нагороди
- Залізний хрест 2-го і 1-го класу